# Kosuke Harada
Kosuke Harada (原田 紘介 Harada Kosuke?), född 21 december 1977 i Hiroshima prefektur, är en japansk före detta fotbollsspelare.
Harada började sin karriär 1996 i Cosmo Oil Yokkaichi. 1997 flyttade han till Seino Transportation. 1998 flyttade han till Montedio Yamagata. Han avslutade karriären 1999.